# Kontynhent Żytomierz
Kontynhent Żytomierz (ukr. Футзальний клуб «Контингент» Житомир, Futzalnyj Kłub "Kontynhent" Żytomyr) – ukraiński klub futsalu, mający siedzibę w mieście Żytomierz. Od sezonu 2007/08 do 2009/10 występował w futsalowej Wyższej Lidze Ukrainy.

## Historia
Chronologia nazw:
- 2006: Kontynhent Żytomierz (ukr. «Контингент» Житомир)
- 2011: klub rozwiązano

Klub futsalowy Kontynhent Żytomierz został założony w Żytomierzu w styczniu 2006 roku i reprezentował Żytomierski Obwodowy Związek Weteranów Wojny Afgańskiej. W sezonie 2005/06 klub debiutował w profesjonalnych rozgrywkach Drugiej Ligi. W finale wywalczył złote medale Drugiej Ligi. W następnym sezonie 2006/07 startował w Pierwszej Lidze, zajmując 5.miejsce w grupie zachodniej. W sezonie 2007/08 klub debiutował w Wyższej Lidze, zajmując 11.miejsce. W 2009 zakończył na 13 pozycji, w 2010 na ostatnim 12 miejscu. Za 2 dni do rozpoczęcia sezonu 2010/11 zrezygnował z dalszych rozgrywek w Wyższej Lidze i przystąpił do rozgrywek w Pierwszej Lidze. Jednak z powodu problemów finansowych klub nie pojawił się 2 razy na mecze ligowe i 4 kolejki przed zakończeniem sezonu został zdyskwalifikowany a potem rozwiązany.

## Barwy klubowe, strój
| Biały | Czarny |

Zawodnicy klubu zazwyczaj grali swoje mecze domowe w białych strojach.

## Sukcesy

### Trofea międzynarodowe
Nie uczestniczył w rozgrywkach europejskich (stan na 31-05-2019).

### Trofea krajowe
| \| \| Zdobyte trofea w rozgrywkach Ukrainy (stan na: 31-05-2019) \| |                                                            |      |          |
| Rozgrywki                                                           | Osiągnięcie                                                | Razy | Sezon(y) |
| · Mistrzostwo                                                       | I miejsce                                                  | 0    |          |
| · Mistrzostwo                                                       | II miejsce                                                 | 0    |          |
| · Mistrzostwo                                                       | III miejsce                                                | 0    |          |
| · Mistrzostwo                                                       | 11.miejsce                                                 | 1    | 2006/07  |
| Puchar                                                              | zdobywca                                                   | 0    |          |
| Puchar                                                              | finalista                                                  | 0    |          |
| II liga                                                             | I miejsce                                                  | 0    |          |
| II liga                                                             | II miejsce                                                 | 0    |          |
| II liga                                                             | III miejsce                                                | 0    |          |
| II liga                                                             | 6.miejsce                                                  | 1    | 2002/03  |
| Ukraina                                                             | Zdobyte trofea w rozgrywkach Ukrainy (stan na: 31-05-2019) |      |          |

## Piłkarze i trenerzy klubu

### Trenerzy
Cezar Portnych (200?–2011)

## Struktura klubu

### Stadion
Klub rozgrywał swoje mecze domowe w Hali SK Dynamo w Żytomierzu.

### Sponsorzy
- Żytomierski Obwodowy Związek Weteranów Wojny Afgańskiej